# Caynarachi (distrito)
Caynarachi é um distrito do Peru, departamento de San Martín, localizada na província de Lamas.

## Transporte
O distrito de Caynarachi é servido pela seguinte rodovia:
- PE-5NB, que liga o distrito de La Banda de Shilcayo à cidade de Yurimaguas (Região de Loreto)
- SM-105, que liga o distrito à cidade de Papaplaya [1][2][3]